# Rödåborgs naturvårdsområde
Rödåborgs naturvårdsområde är ett naturvårdsområde (som sedan 1999 likställs med naturreservat) i Vindelns kommun i Västerbottens län. 
Naturvårdsområdet bildades 1986 och omfattar 15 hektar. Det ligger på en sydvästsluttning av höjden Rödåberg norr om Rödånäs och består av skog och en blåsippelokal.